# Mathias Hietz

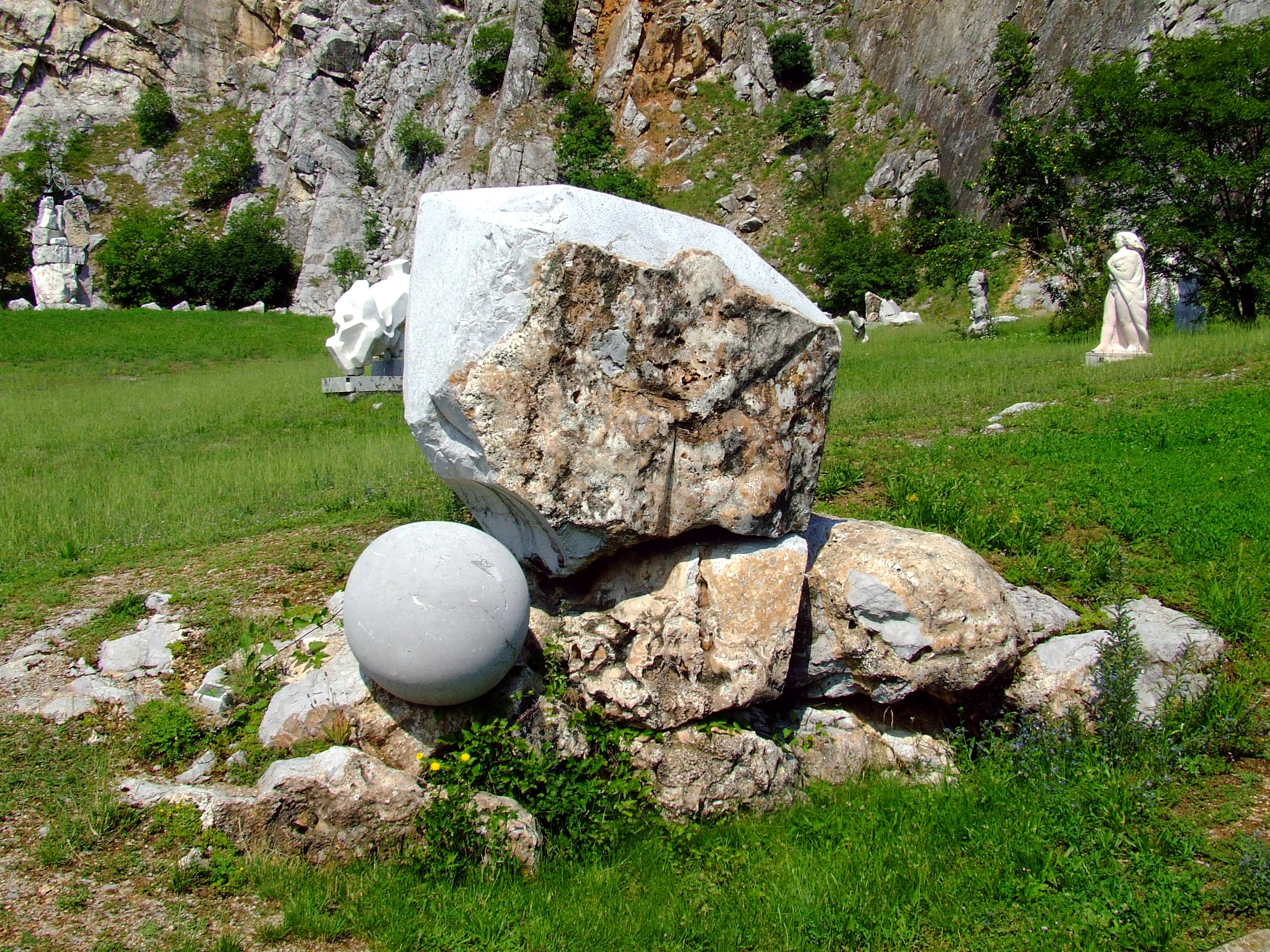
Idea (1968), Szoborpark Nagyharsány

Mathias Hietz (Reisenberg, 1923 – Bad Vöslau, 30 mei 1996) was een Oostenrijkse beeldhouwer.

## Leven en werk
Hietz werd geboren in de plaats Reisenberg, maar bracht zijn jeugd grotendeels door in Bad Vöslau. Hij ontving een opleiding als timmerman. Na de Tweede Wereldoorlog bezocht hij in 1946 de Kunstgewerbeschule Salzburg en aansluitend van 1947 tot 1953 de Hochschule für angewandte Kunst Wien in Wenen. Met studiebeurzen bezocht hij achtereenvolgens Parijs, Rome, Londen en Egypte. Als beeldhouwer werkte hij met de materialen steen, hout en metaal.
In 1961 ontving Hietz de Kulturpreis des Landes Niederösterreich. Geïnspireerd door het Symposion Europäischer Bildhauer van Karl Prantl in Sankt Margarethen im Burgenland, waaraan hij zelf in 1968 deelnam, initieerde Hietz het Bildhauersymposium Lindabrunn. Hij gaf leiding aan het symposium van 1967 tot 1991 en woonde beeldhouwersymposia bij in Mauthausen, Vancouver, Villány en Portorož. In 1971 werd Hietz benoemd tot hoogleraar beeldhouwkunst.

## Werken (selectie)
- 1962/65 Kampfhähne, Volksschule in Reisenberg
- 1964 Pferd mit Reiter, Bierhof in Bad Vöslau
- 1966 Echsenbrunnen, Raulestraße in Bad Vöslau
- 1967 Freiheitsbrunnen, plein voor het Thermalbad in Bad Vöslau
- 1968 Idea, Szoborpark Nagyharsány bij Villány
- 1969 Wandbrunnen, Badnerstraße in Bad Vöslau
- 1969 Kupferfigur, Garten ÖBB-Schulungszentrum in Bad Vöslau
- 1972 Ohne Titel in Sankt Margarethen im Burgenland
- 1975 In Memoriam of Teilhard de Chardin, beeldenpark Beelden in de VanDusen Botanical Garden in Vancouver
- 1982 Brunnenskulptur, Förstschule in Bad Vöslau
- 1996 Bronzene Scheibe, Seniorenresidenz in Bad Vöslau